# Мусала (Ислам)
Мусала  или џамија под ведрим небом (тур. musalla) је колективно место  (ливада, башта или какав други већи простор) на коме муслимани целог града или вароши, групно под отвореним небом клањањају бајрамску молитву, заједнички намаз, као што су џума и џеназе. Она је за разлику од већине других имала зидани михраб за имама и менберу за учење хутбе. Поред Бајрама, на мусалама се излазило ради заједничке молитве за кишу и за испрћај хаџије. За мусале у Босни и Херцеговини карактеристично је да се намаз вршио петком.

## Порекло назива и намена
Мусала је реч турског порекла, а означава простор испод ведрог неба на којем се обављају исламски обреди. Данас ова реч чешће преживљава кроз називе улица, неголи као вредан културно-историјски споменик. 
Из Исламског лексикона, Неркеза Смаилагића, сазнајемо да су се у време последњег божјег пророка Мухамеда, након његовог преласка у Медину, бројне светковине, одржавале на оваквим местима са посвећеним карактером. Богослужења мртвима, молитва кишу и други ритуални обреди одржавали су се не само на мусли у Медини, већ и у многим другим местима, па тако и у Босни и Херцеговини. Пространо место, опасано зидом са михрабом (овално место у зиду мусале или џамије), имало је свој простор попут говорнице (мимбер) за хатиба, човека који је предводио обред.

## Архитектура
У грађевинском смислу мусала је простор ограђен зидом висине од 1,5-2 м, коме су се обично налазиле четири капије са порталима који су могли бити скромни, али често врло богато украшени. Михраб и минер, који су били скромни или луксузни, били су касније покривени мањом куполом која се ослања на дрвене стубове. 
У урбанистичком смислу највећа вредност мусале је у њиховом положају у простору. Посебно је важно њихово хортикултурно решење, односно богатство и дистрибуција биљних врста. Евелиа Челеби описује намазбах у Елбасану као травњаку окружен са 57 чемпреса.
Понекад су мусала стављена под кров и на њиховом месту су касније грађене џамије, под називом мусала џамија (нпр Мусала (Бања Лука).
Посебна врста мусала служила је као место за састанке и разговоре учених људи, па су прозване мусале медресе.
Честе су биле и мусала излетишта  (namazgah mesiresi) , постојао је и посебан тип мусала гробаља  (musalla mezarligi).

## Мусале из времена османске управе
Мусале из времена османске управе могу се поделити у две групе:
Бајрам мусале
у којима су се заједнички клањали сви становници једног града у време Бајрама
Чесменске мусале
Служиле су појединцима или мањим групама де се клањају на станицама дуж великих путева (cesme musallalari). Добиле су назив по чесмама које су чиниле обавезни и саставни део ових објеката. На наајранијим чесменим мусалалама правац кибле одређивао је намаз-ташом (камена у нивоу земље), са означеним правцем уместо уместо михрабом.